# فيسنتي رامون هرنانديز بينيا
فيسنتي رامون هرنانديز بينيا (بالإسبانية: Vicente Ramón Hernández Peña)‏ هو كاهن كاثوليكي فنزويلي، ولد في 19 يوليو 1935 في Boconó ‏ في فنزويلا، وتوفي في 25 مارس 2018 في تروخيو ‏ في فنزويلا.